# Ercole de' Roberti

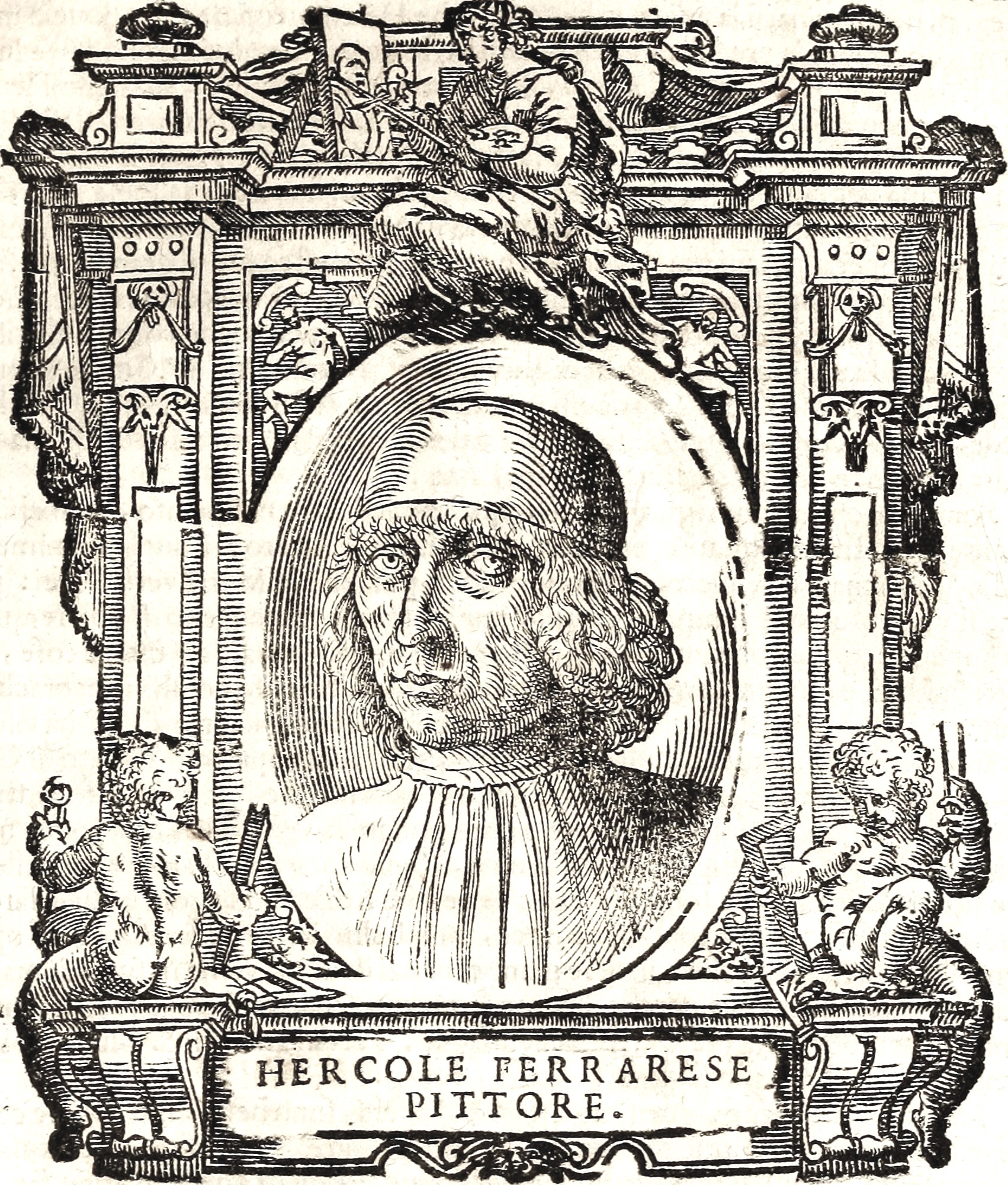
Porträtt av Ercole de' Roberti som också kallades för Ercole Ferrarese och Ercole da Ferrara.

Ercole de' Roberti, också känd som Ercole Ferrarese och som Ercole da Ferrara, född 1456 i Ferrara, Italien, död 1496 i Ferrara, italiensk målare av Ferraraskolan. Han blev profilerad i Giorgio Vasaris bok Berömda renässanskonstnärers liv. Enligt Vasari:
Ercole hade en extraordinär kärlek till vin och hans frekventa drickande gjorde mycket för att förkorta hans liv, vilket han hade haft utan någon olycka upp till i fyrtio år, då han en gång blev drabbad av ett slaganfall, vilket innebar att hans liv förkortades.
Roberti var förmodligen medhjälpare till Francesco del Cossa i Ferrara och senare i Bologna, innan han ersatte Cosimo Tura som målare vid hovet d'Este i Ferrara 1486. Hans mest betydande verk är en altartavla (1480) och en Pietà.

## Galleri

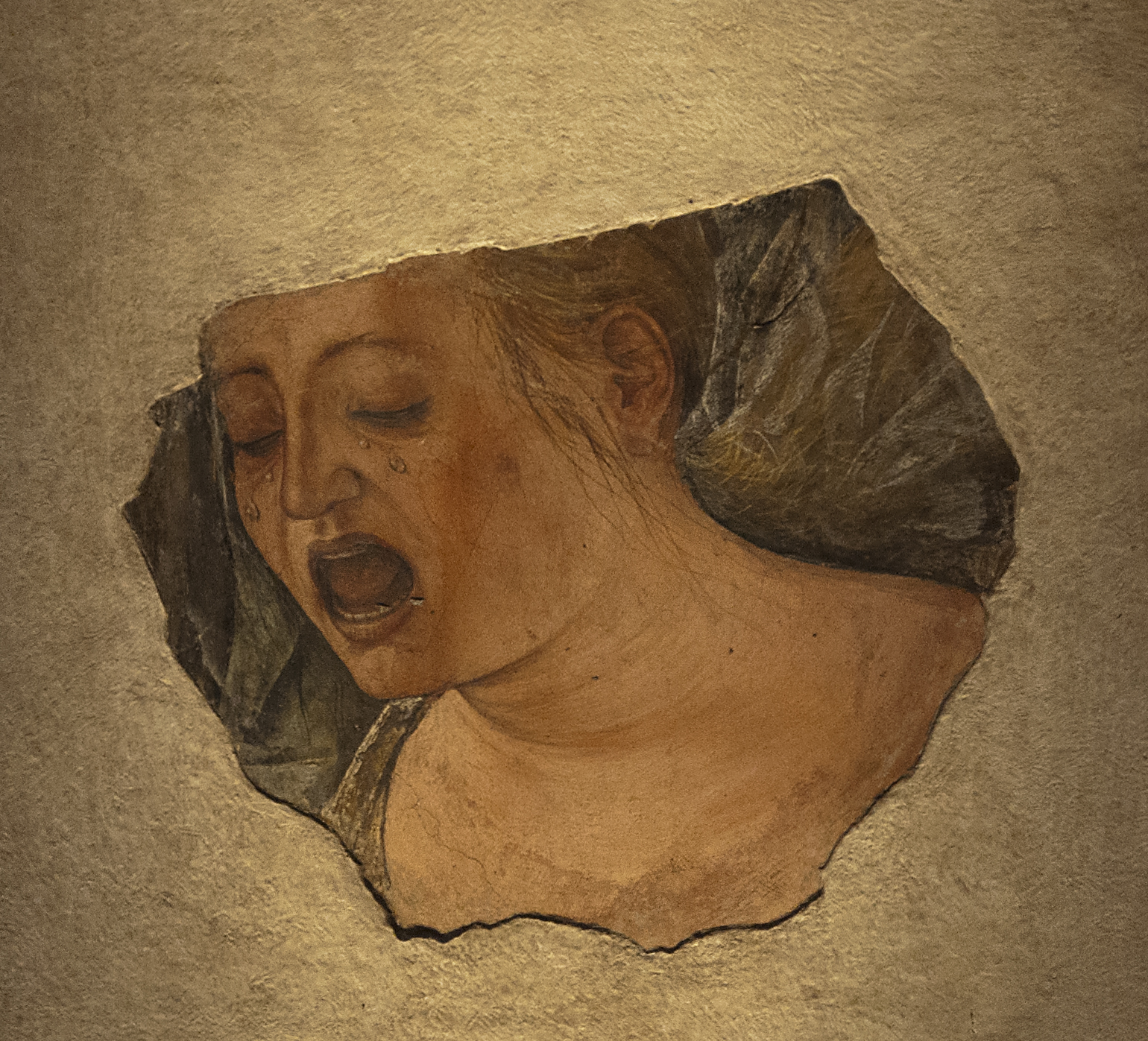
Den sörjande Maria Magdalena (1480), del av en fresk på Pinacoteca Nazionale di Bologna.
Ercole de' Robertis porträtt av Bolognas envåldshärskare Giovanni II Bentivoglio.
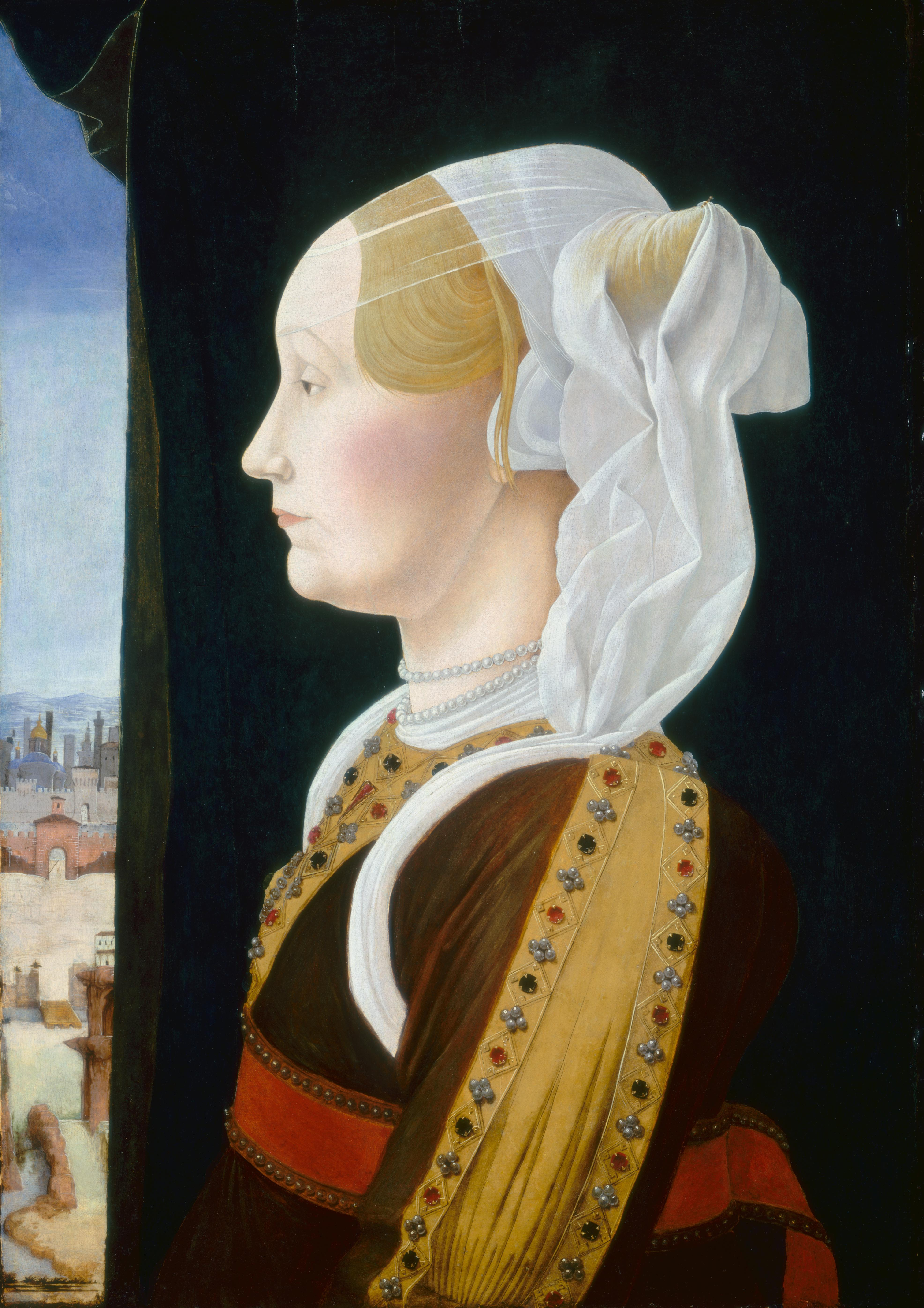
Ginevra Sforza, fru till Giovanni II Bentivoglio (c. 1480), National Gallery of Art, Washington, D.C., USA.
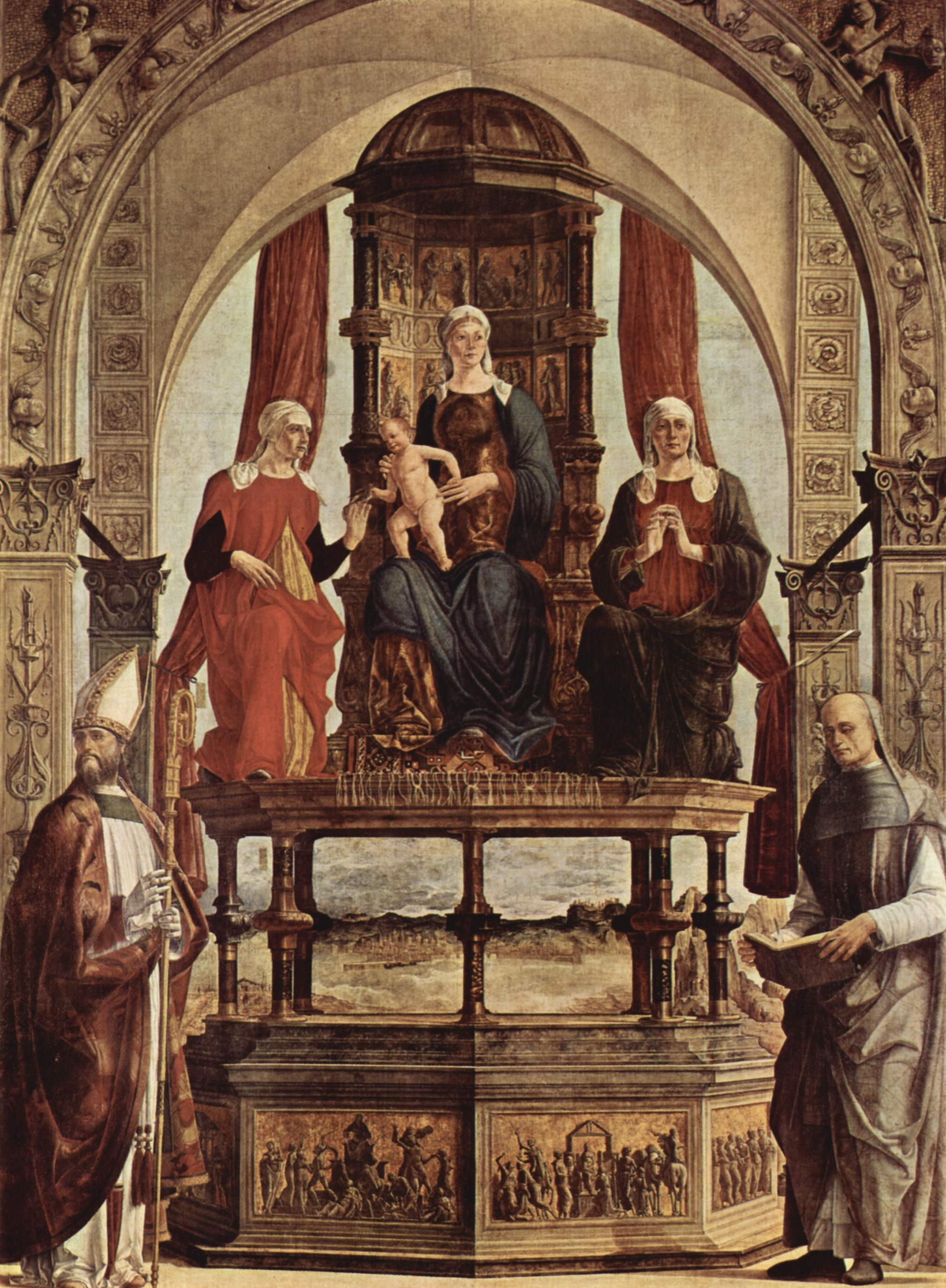
Madonna med Jesusbarnet på kungatronen med helgon (c. 1480), Breragalleriet, Milano, Italien.
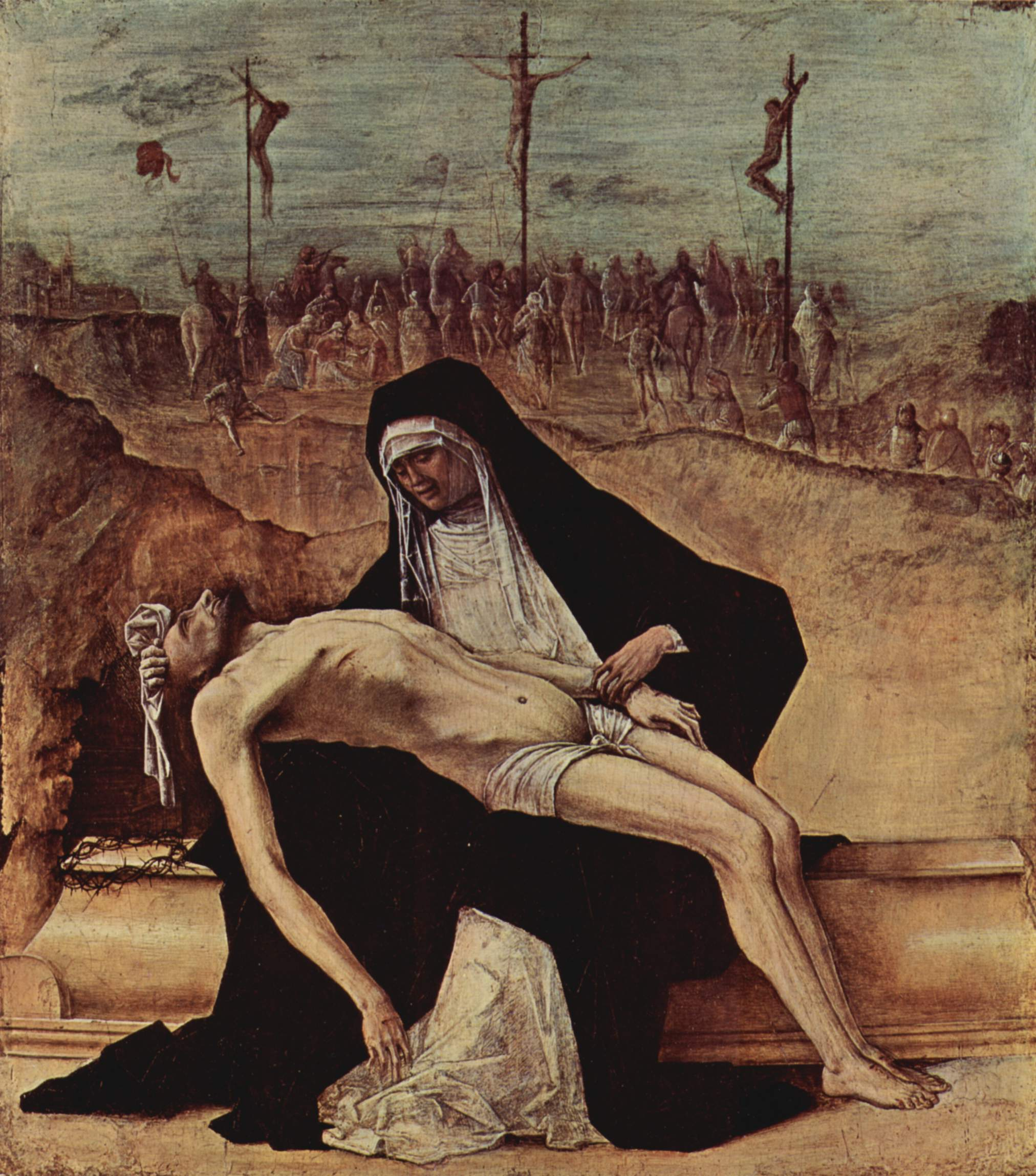
Pietà (c. 1495), Walker Art Gallery, Liverpool, Storbritannien.